# Villa de Guadalupe, Durango
Villa de Guadalupe är en ort i Mexiko.   Den ligger i kommunen Lerdo och delstaten Durango, i den centrala delen av landet, 800 km nordväst om huvudstaden Mexico City. Villa de Guadalupe ligger 1 145 meter över havet och antalet invånare är 2 376.
Terrängen runt Villa de Guadalupe är kuperad söderut, men norrut är den platt. Runt Villa de Guadalupe är det ganska tätbefolkat, med 96 invånare per kvadratkilometer. Närmaste större samhälle är Torreón, 7,8 km öster om Villa de Guadalupe. Omgivningarna runt Villa de Guadalupe är i huvudsak ett öppet busklandskap.